# Kostel svatého Petra (Slivice)
Kostel svatého Petra je kostel ve farní osadě Slivice. Tento kostel někdy bývá chybně označován jako kostel sv. Petra a Pavla, což způsobil mylný údaj v Schallerově „Topografii“. Slivice je součástí obce Milín, jež leží 6 km jihovýchodně od okresního města Příbram.

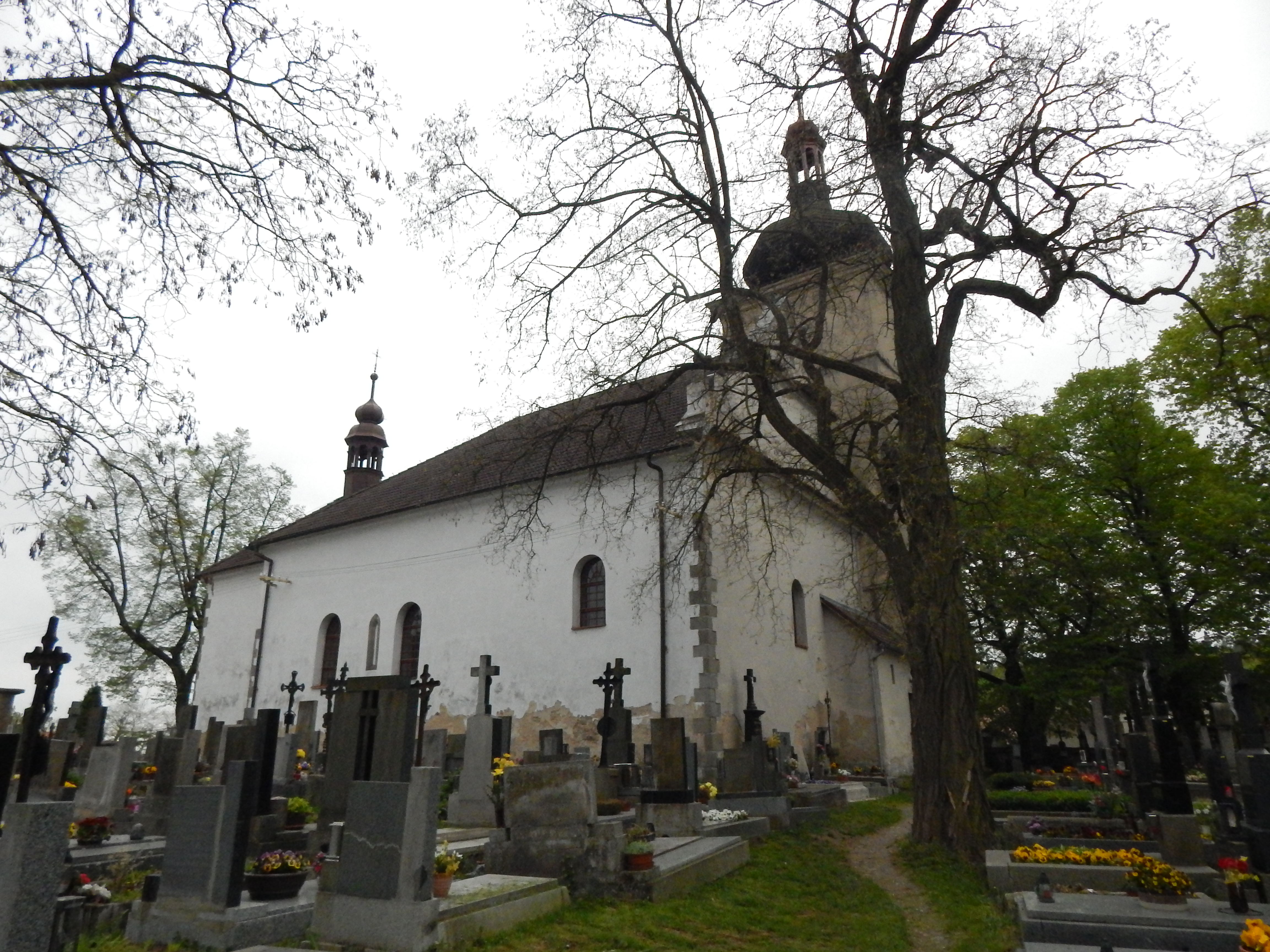
Kostel sv. Petra od severozápadu

## Historie

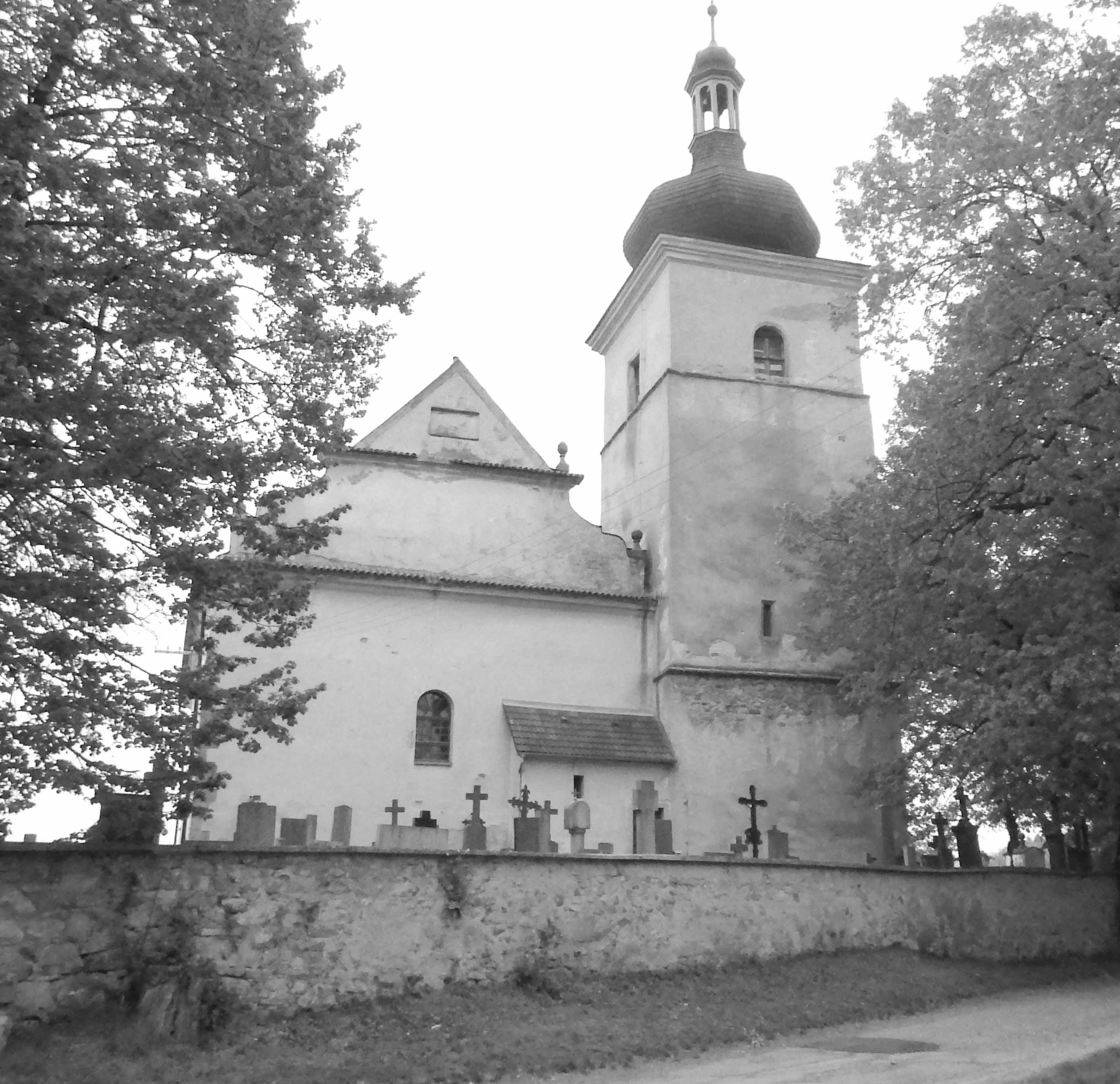
Kostel sv. Petra; Milín-Slivice

Historie farního kostela začíná před rokem 1362. Z důležité listiny, kterou objevil Jan Janša z Příbrami, je zřejmé, že zakladatelem kostela byl první pražský arcibiskup Arnošt z Pardubic.[zdroj?] Rozhodnutí o patronátním právu padlo 3. března 1362. Arnošt, přítel Karla IV., zde zavedl kult sv. Petra, protože Karel IV. v roce 1349 odmítal postavit chrám přímo v Milíně. Václav z Chýnova byl na faru dosazen jako první kněz, a to v roce 1362, kdy se datuje první zmínka o této faře. Fara zanikla v roce 1623, tj. po bitvě na Bílé hoře. Kostel se stal katolickým a v roce 1630 zde zahájili jezuité stavbu křížové cesty a rekatolizaci místního obyvatelstva. Slivický kostel byl místem, kde bylo pohřbeno mnoho členů starých českých šlechtických rodů, ke kterým patřili i Měsíčkové z Výškova (ultrakvisté, jež např. připojili své pečetě na Stížný list proti upálení Mistra Jana Husa). V době pobělohorské museli Měsíčkové volit mezi emigrací či konverzí a (nejen) kvůli konfiskacím přišli o majetek. Během třicetileté války sloužil exulant „Radslav Měsíček z Výškova a Slatiny“ ve švédské armádě a dne 23. července 1639 byl ve vedení Švédů, kteří kostel dobyli a „vyloupili“ o dary oloupených šlechtických rodin. Kostel byl obnoven v roce 1647 za pomoci katolických kněží, kteří na to měli lid, z farářské mzdy a z nasbíraných peněz. Z původně gotického kostela se dnes zachoval v gotickém slohu pouze presbytář. Dříve stály vedle kostela pouze dvě poustky a fara. Teprve po roce 1826 se z bezpečnostních důvodů začalo se stavěním obytných domů. Navečer 22. září 1917 se naposledy Slivicí rozezněly její tři zvony. Pro válečné účely 1. světové války z nich byly dva sňaty (zvon sv. Petra a zvon sv. Pavla) a roztaveny. Druhé světové války se „dožil“ pouze třetí zvon, který se dočkal i posledního bojového konfliktu ve Slivici mezi Němci a sovětskými vojáky, kdy padl jeden granát do presbytáře kostela a zasáhl zdivo severní stěny. Po ukončení války byla při opravách zasazena do severní zdi kostela symbolická pamětní střela.

## Architektura

### Exteriér

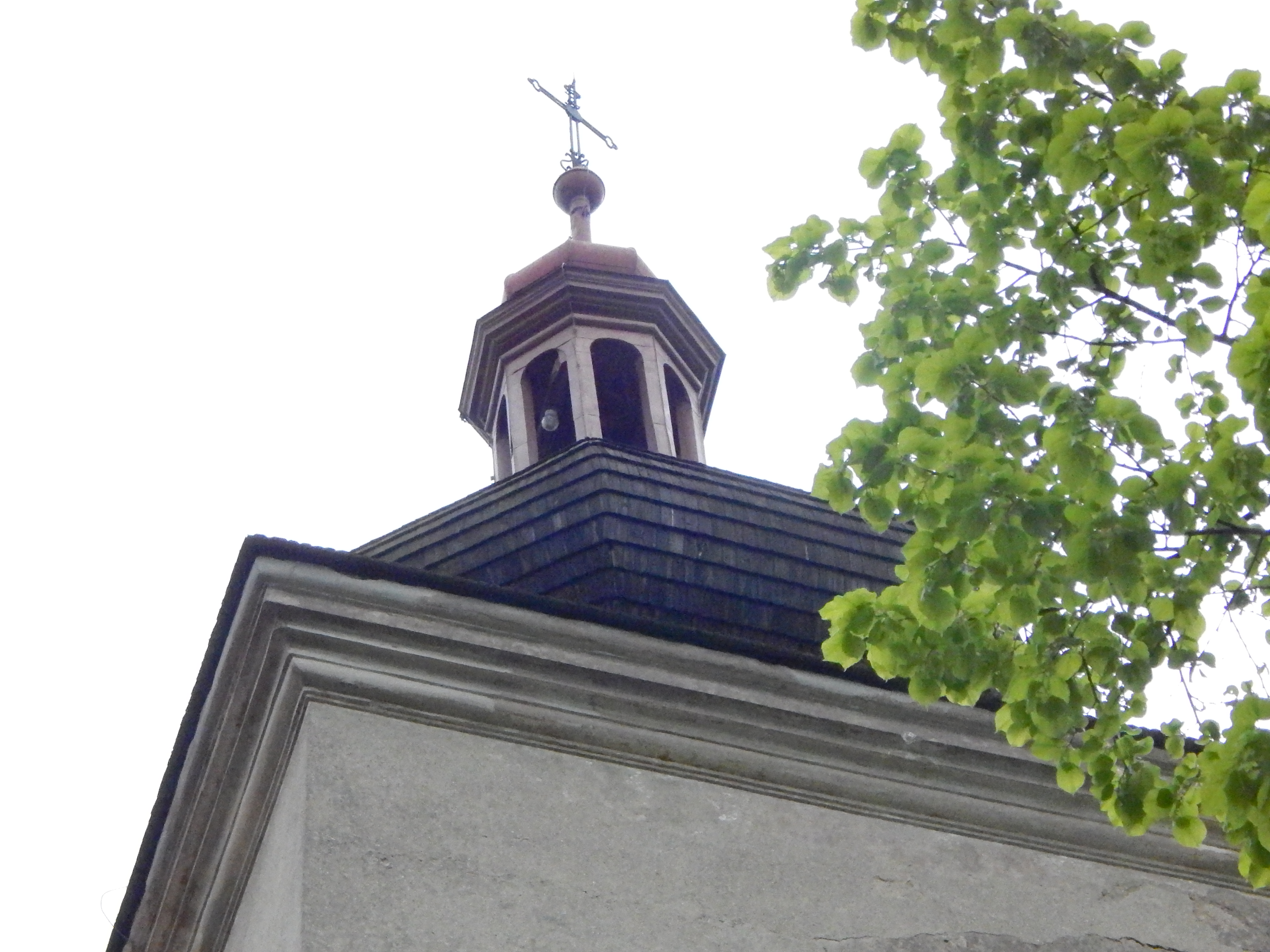
Detail věže

#### Věž
Je situovaná na jihozápadním rohu lodi kostela. Má tvar vertikálního hranolu, který je zakončený cibulovitou bání, na níž je nasazena lucernová věžička. Velmi úzká střílnovitá okna v nižších podlažích osvětlují vnitřek věže. V posledním patře jsou okna ukončena půlkruhem. Věž je rozdělena jednoduchými římsami na tři nestejné části. Střílnovitá okna, spolu s masivními zdmi věže (síla zdiva 1,75 m), dosvědčují domněnku, že stavba měla mít i obranný účel, což lze předpokládat vzhledem k nedaleké Vintířově cestě a Zlaté stezce. Zlatá stezka měla jednak strategický, obchodní a dopravní význam, jednak význam vojenský.

### Loď a presbytář
Loď kostela je bez větších architektonických ozdob a členění. Všechna nároží jsou bosována. Kromě dvou původních gotických oken, ze kterých je už jedno zazděné a viditelné je pouze ostění, jsou ostatní okna obdélníková, zakončená půlkruhem s motivem božího oka. Na východě je k lodi připojen presbytář s polygonálním závěrem, nad kterým se na střeše tyčí sanktusní věžička. Ve zdech presbytáře se nacházejí dvě obdélníková okna zakončená segmentem a vyplněná vitráží s vyobrazením biblických postav. Druhé původní gotické okno je velmi úzké, hrotité, se zesíleným ostěním a ukončené jeptiškou. Toto druhé původní okno je částečně překryto přístavbou sakristie, která je na jihu připojená k presbytáři. Předsíň je připojena k jižnímu průčelí lodi. Vstupní dveře obdélníkového tvaru jsou výrazně vyosené na levou stranu. Obě přístavby mají sedlovou střechu s nikou ve štítu, který je ve své přeponě lemován římsou s prejzovou krytinou.

### Interiér

#### Presbytář
Presbytář je jediná část kostela, která je zachovaná v původním stavu v gotickém slohu. Na šířku měří 6,96 m a na délku 8,1 m. Je pětiboce ukončený a klenutý žebrovou klenbou ve dvou polích, v jednom poli je křížová klenba a v druhém poli závěru je klenba paprsčitá. Žebra klenby jsou po stranách vyhloubená, vycházejí z jehlancových konzol a protínají se v ose chrámu, kde jsou instalovaný kruhové svorníky s růžicovým motivem.

#### Loď
Loď je vystavěna na obdélníkovém půdorysu. Má plochý strop vyzdobený v roce 1932 malbou architekta J. Majora z Prahy. Prostor lodi od prostoru presbytáře odděluje lomený, neprofilovaný vítězný oblouk. V jižní zdi se nachází hrotitý portál, zdobený žlábkem, oblounem a prutem hruškového profilu(zdobení portálu je orientováno do předsíně). V portálu jsou vsazeny dřevěné dveře z roku 1696. Na konci lodě naproti presbytáři se nachází kruchta, která v čele spočívá na třech masivních sloupech s předsunutou centrální částí a u stěn je kruchta nasazena na dvou pilastrech.

#### Sakristie
Sakristie je poměrně malá místnost na čtvercovém půdoryse, zaklenutá strohou hřebínkovou klenbou. Osvětlují jí dvě čtvercová okna, z vrchu segmentovitě ukončená, která jsou přímo naproti vchodu do lodě chrámu; ten je lemován neprofilovaným lomeným portálem.

#### Předsíň
Rozměry i tvar předsíně odpovídají proporcím sakristie, jediný rozdíl je ve stropu, který je proveden z ocelových traverz, mezi kterými jsou valená pole. V zádveří se nachází původní vchod do věže.

### Zařízení kostela
- Barokní lavice s řezanými postranicemi a páskou (cca 1700).[7]
- Hlavní oltář, 2. polovina 17. století s mladším obrazem
- Dva boční oltáře - sv. Jana Nepomuckého a Immaculaty (1710)
- Kazatelna (1715)
- Gotická opuková polychromovaná socha sv. Petra – pravděpodobný autor: „Mistr Krumlovské madony“. Jedná se o vzácnou sochařskou práci z 2. pol. 14. století. Výška sochy je 91,5 cm. Znázorňuje staršího muže s plnovousem, který v jedné ruce drží zavřenou knihu. (Ve slivickém kostele je pouze velmi přesná kopie, originál je zapůjčen Národní galerii v Praze.[5]

## Půdorys

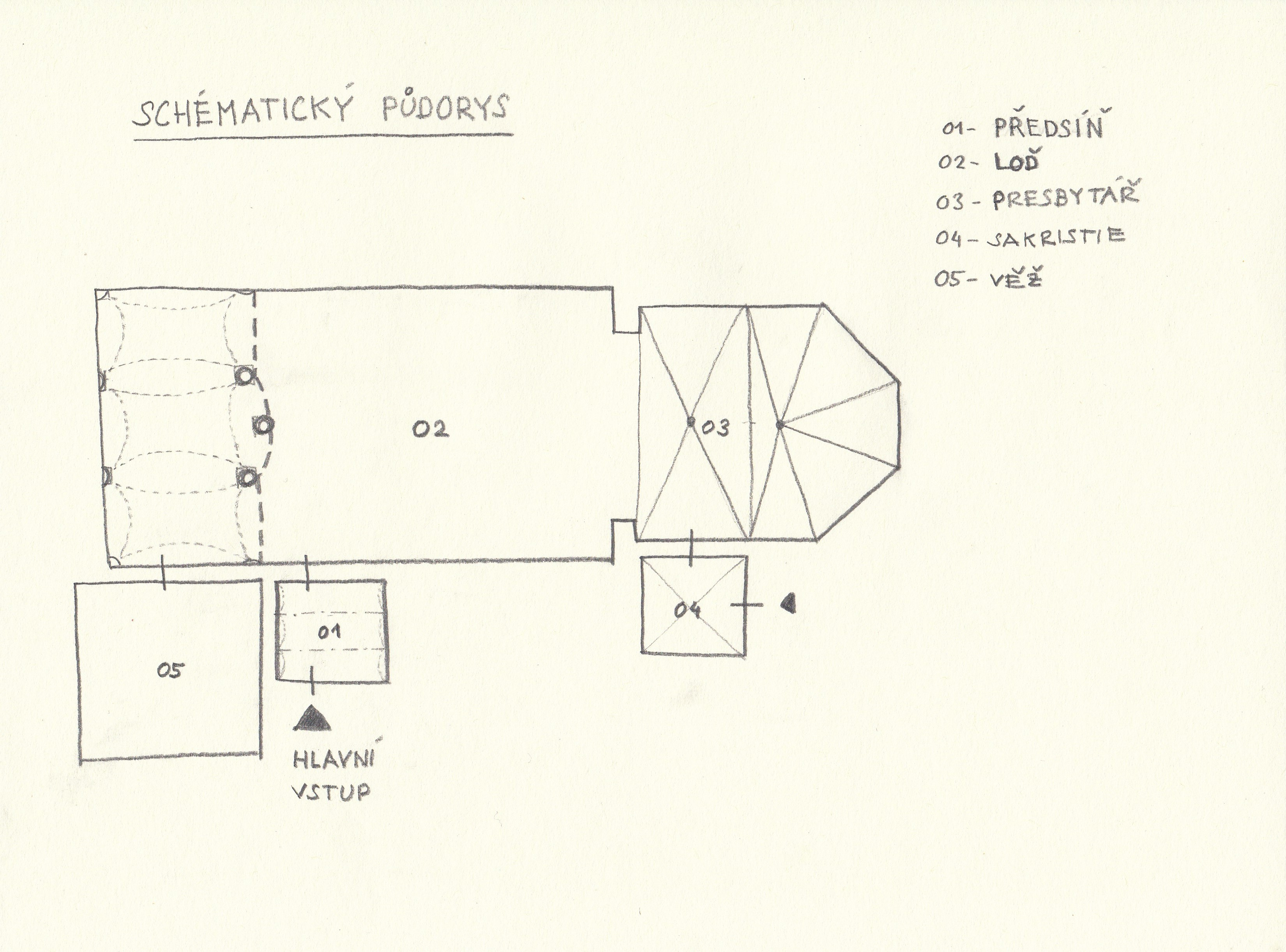
Schematický půdorys

Půdorys kostela sestává ze čtvercové věže, ke které je připojena obdélníková loď. Na východní straně lodi navazuje užší, pětiboce ukončený presbytář. Tomuto zúžení napomáhá vítězný oblouk, jenž se významně propíše do půdorysu a "schová" ho. Z jižní strany je napojena předsíň na loď a sakristie na presbytář.
Přiložený půdorys je pouze schematický, čárově zaznamenává vnitřní hrany stěn a průchody mezi místnostmi včetně jejich klenutí.

## Zajímavosti

### Slivická střela

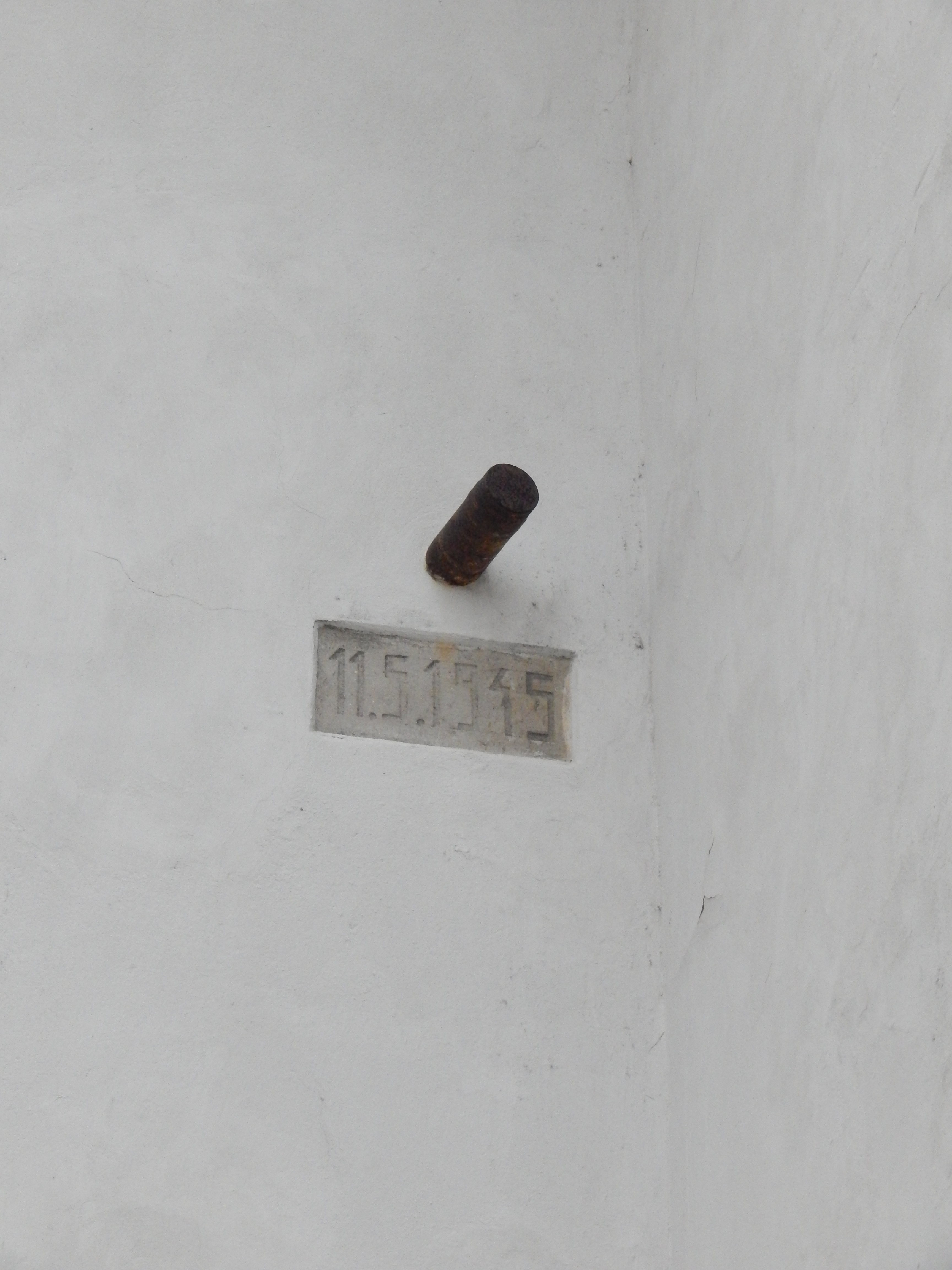
Milín-Slivice; kostel sv. Petra, střela ve zdi

Ve Slivici padly jedny z posledních výstřelů 2. světové války v Evropě, přičemž jeden dělostřelecký granát dopadl do stěny kostela. Ve zdi ale vytvořil pouhý kráter, protože nedošlo k explozi nálože. Po následném konci války pyrotechnici granát ze zdiva vyňali, zneškodnili a nahradili symbolickou střelou pro paměť budoucím generacím.

### Pověsti o slivickém kostele
Milínští obyvatelé chtěli kostel původně založit úplně jinde, kam také navezli stavební materiál. Ovšem přes noc se materiál záhadně přesunul na nynější místo kostela. Dělníci, kteří pracovali na stavbě kostela, našli při kopání základů kamennou sochu, která neměla ruce. Podle její podoby (lysá hlava a dlouhá brada) ale usoudili, že se jedná o sv. Petra. Jak se dá předpokládat, po dodělání dřevěných rukou, a svazku klíčů, byl patron nového kostela zcela jasný. Tento nález se místním jevil přímo jako Boží znamení. Socha sv. Petra je od počátku brána jako zázračná. V období, kdy katolíci v Čechách tvořili menšinu, byla socha zkusmo dána na bezpečnější faru, nicméně vrátila se na své místo. Proto se kněz na sochu obořil, ale byl sv. Petrem zmlácen.
Jedna pověst je přímo spjata se jménem Slivice: kostel má údajné „nekonečnou“ kapacitu a ať do něj vejde sebevíc lidí, stále se pořádně nenaplňuje, takže lidé „ŠLI VÍCE a více“. Z toho se odvíjí pravděpodobné rozšiřování a smršťování kostela, kdy i při zaplnění lidmi v řádu tisíců měl každý pro sebe stále dostatek místa.
Další pověst vypovídá o pokladu, který tu katolíci v obavě před Žižkou ukryli. Ze země, cestou k Milínu, mělo koukat kamení, na kterém byly viděny kalichy, stříbrem a perlami se třpytící. Z jámy, která byla poblíž kamení, se ozývaly hlasy zvonů.
Poslední pověst mluví o proroctví, a to o konci osady Slivice, pokud by kostel sv. Petra byl náhle zbourán. 

## Galerie

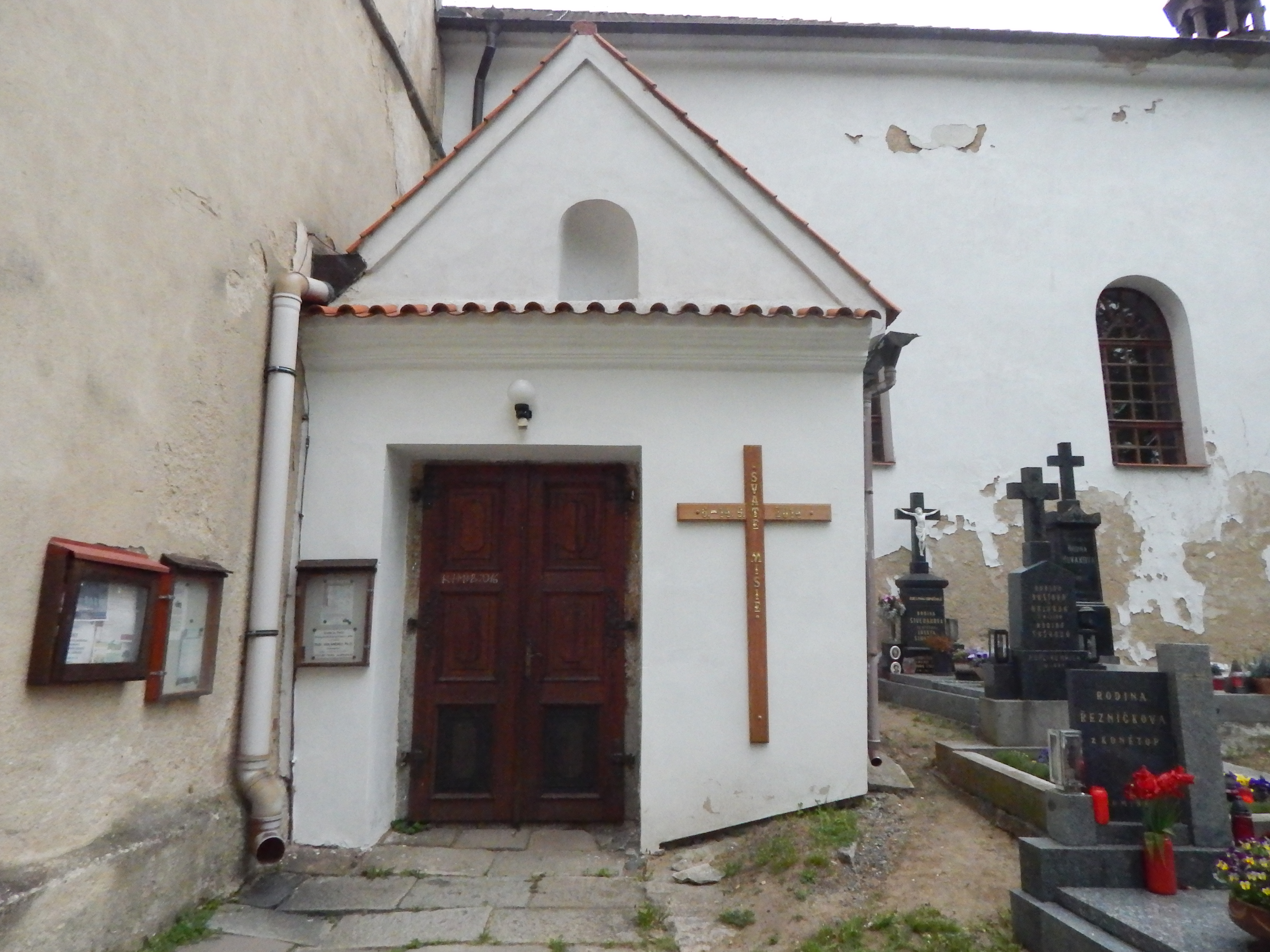
Hlavní vchod
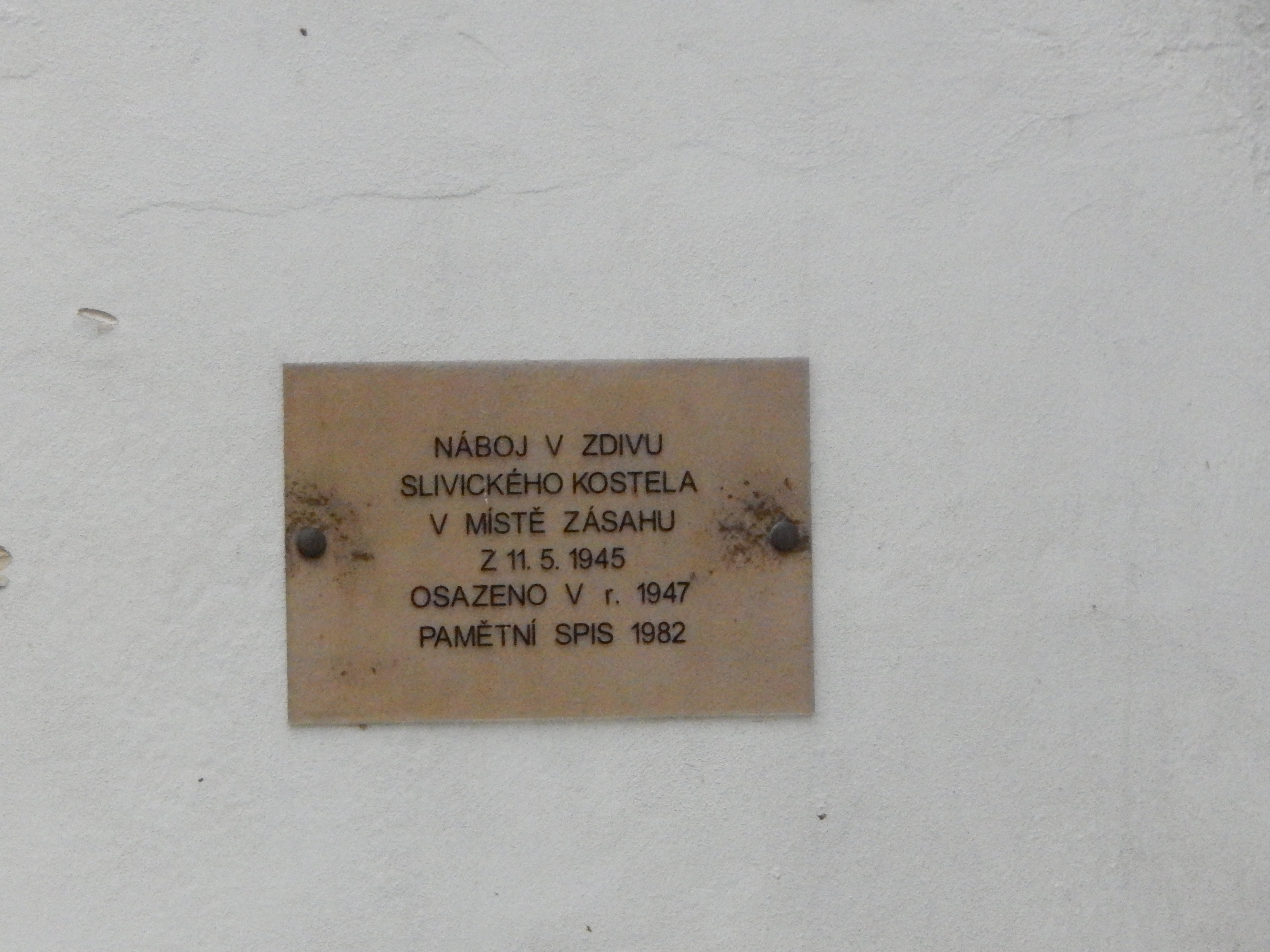
Pamětní deska
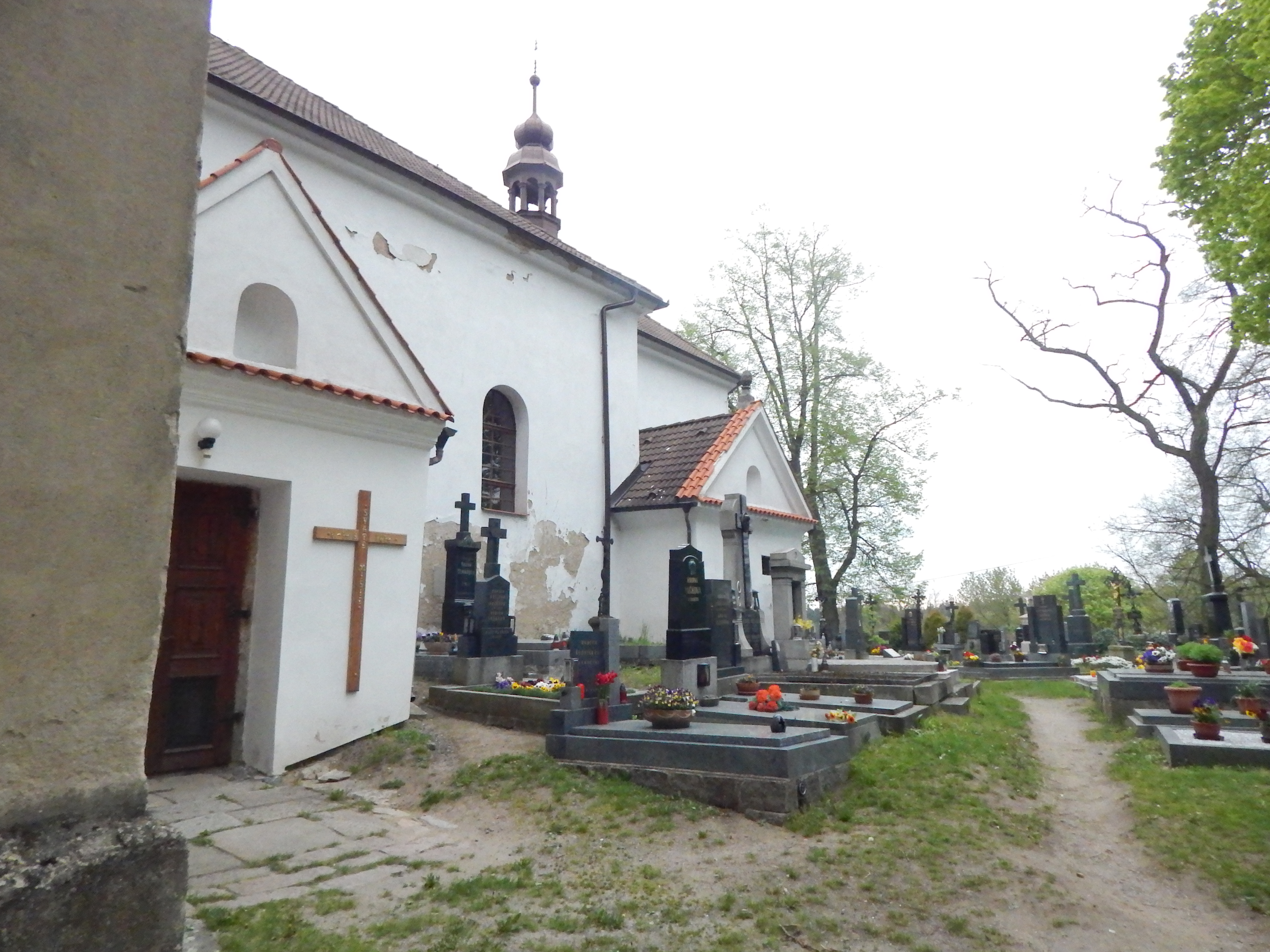
Pohled na jižní stěnu
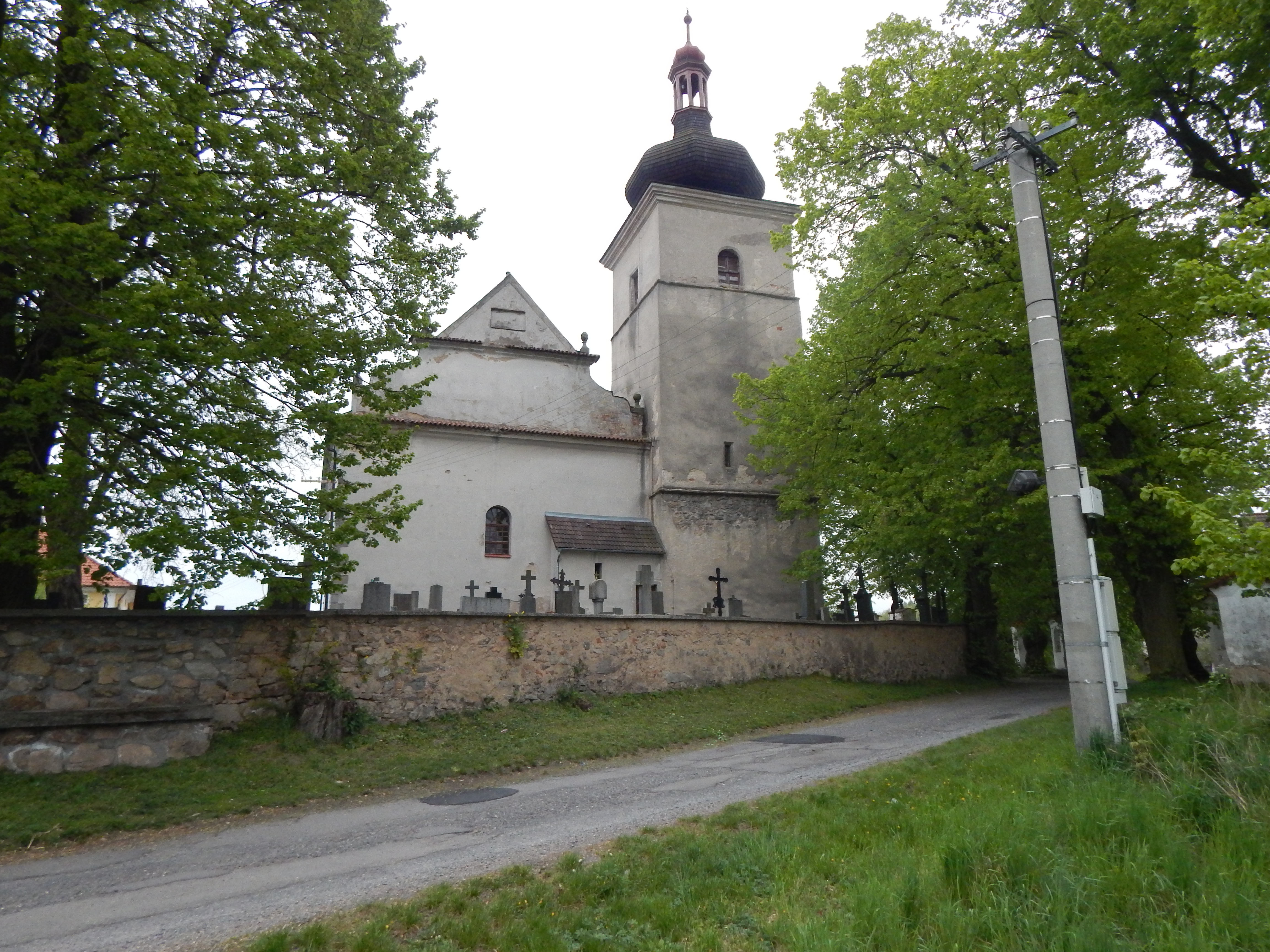
Pohled západní
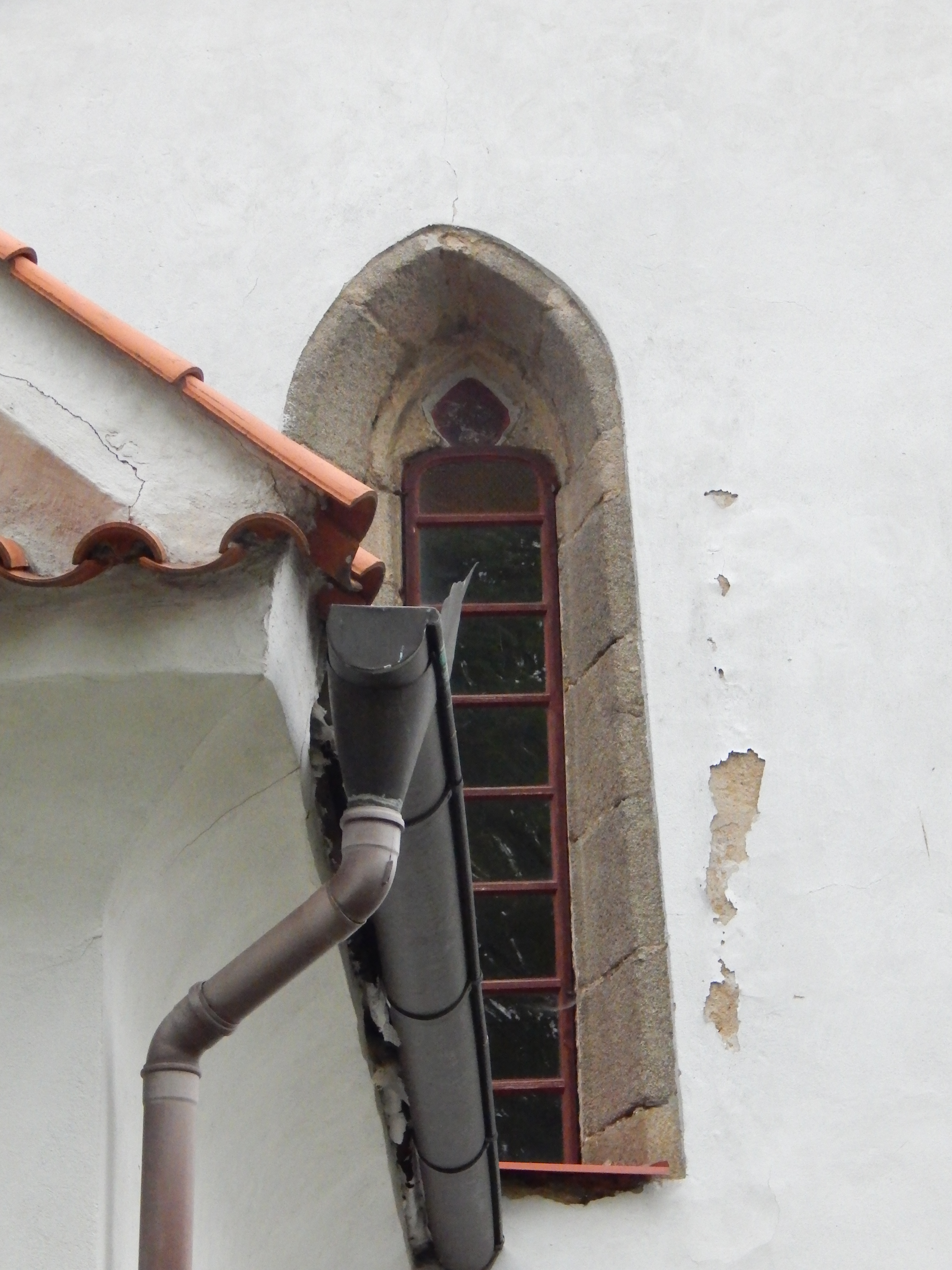
Jedno z původních gotických oken
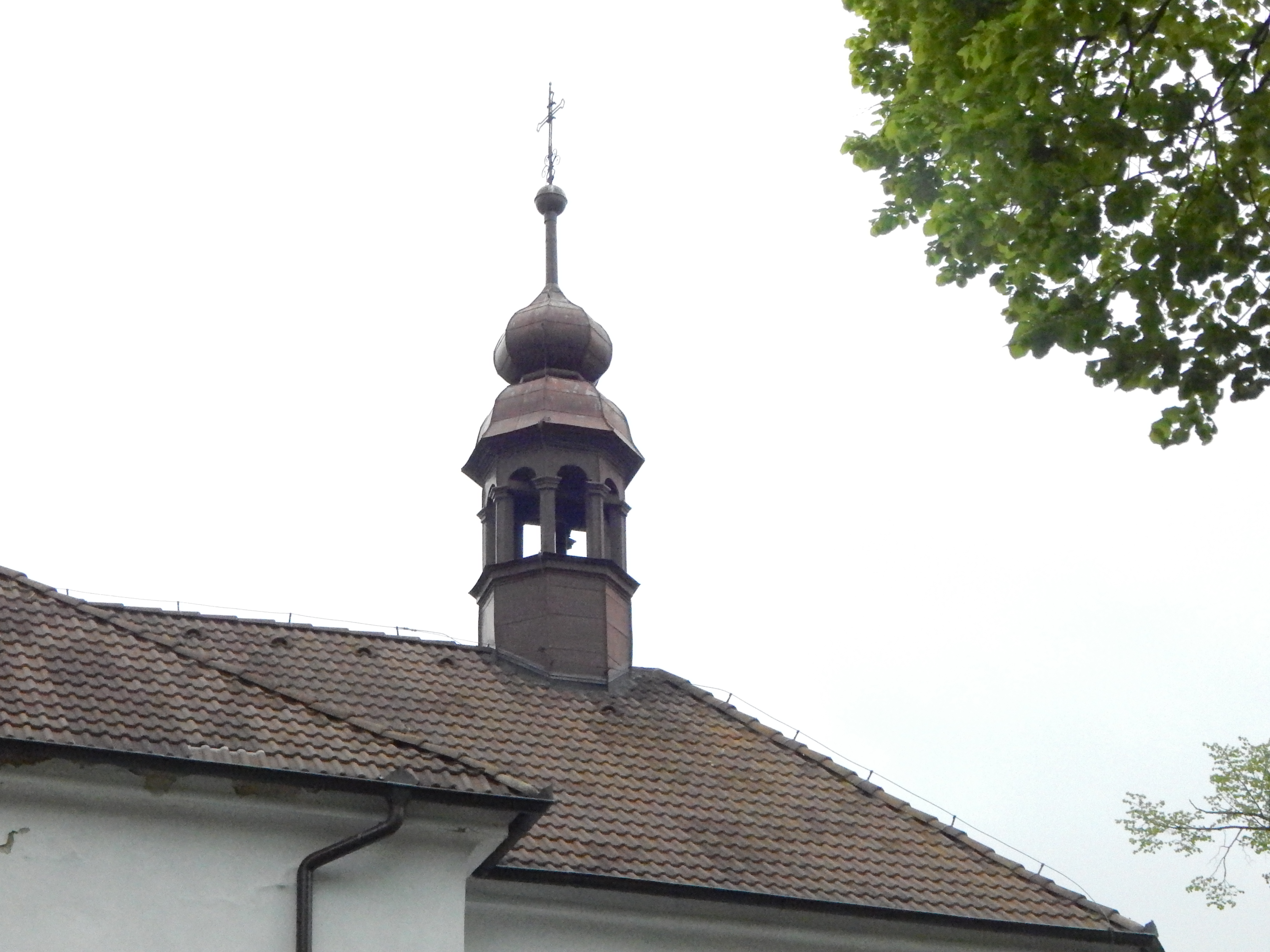
Věžička nad presbyteriem
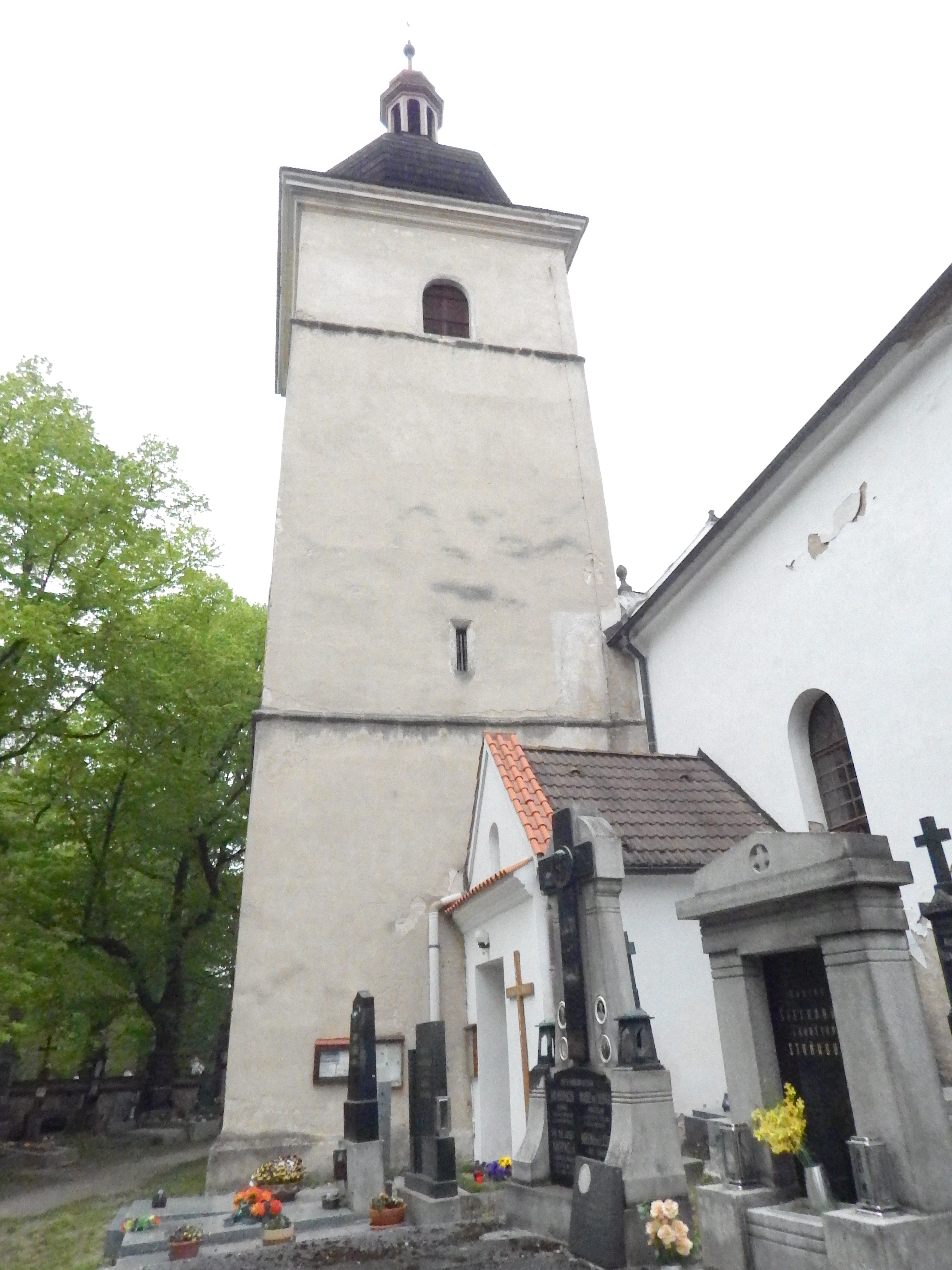
Věž kostela
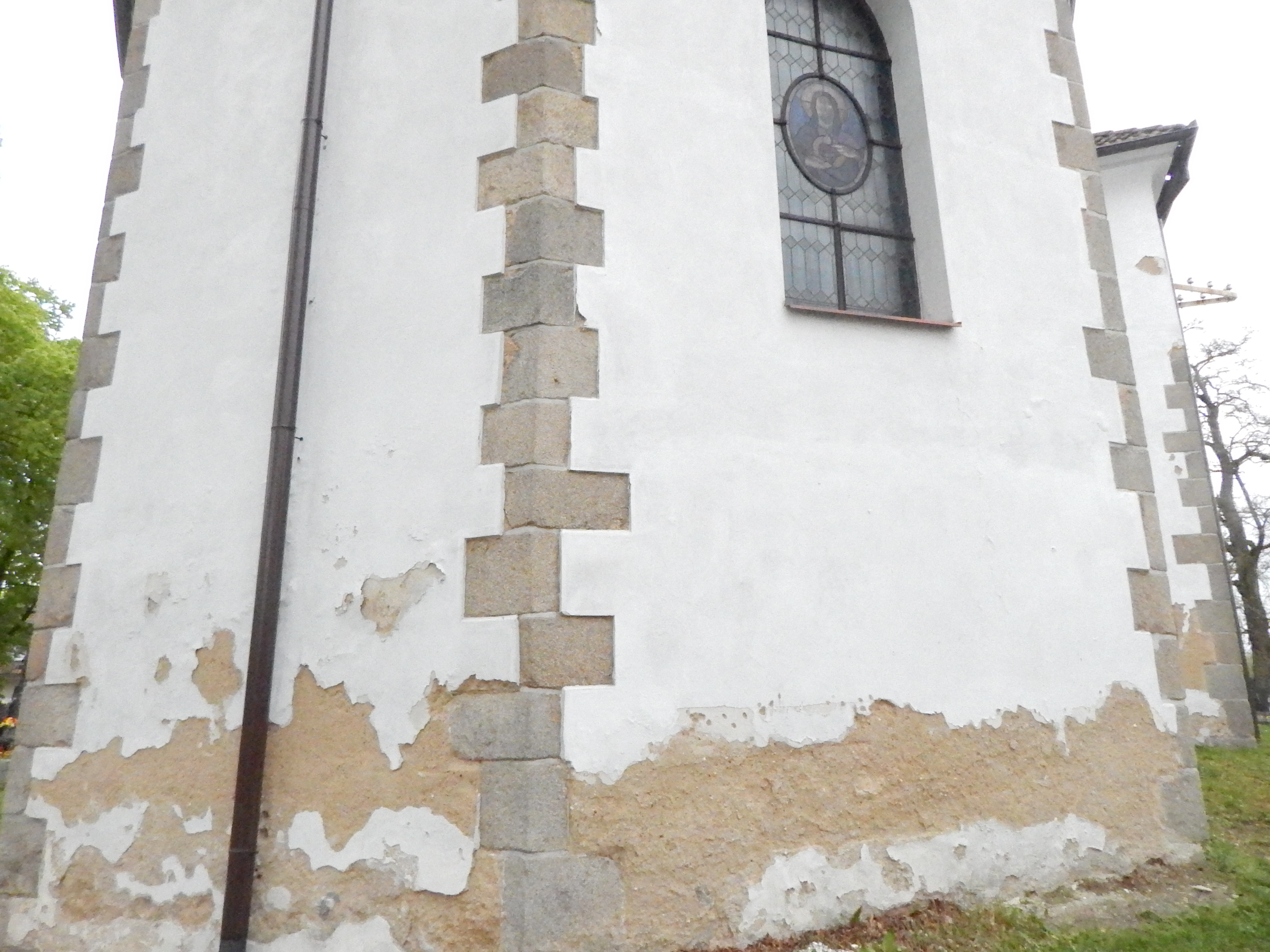
Bosované nároží presbyteria
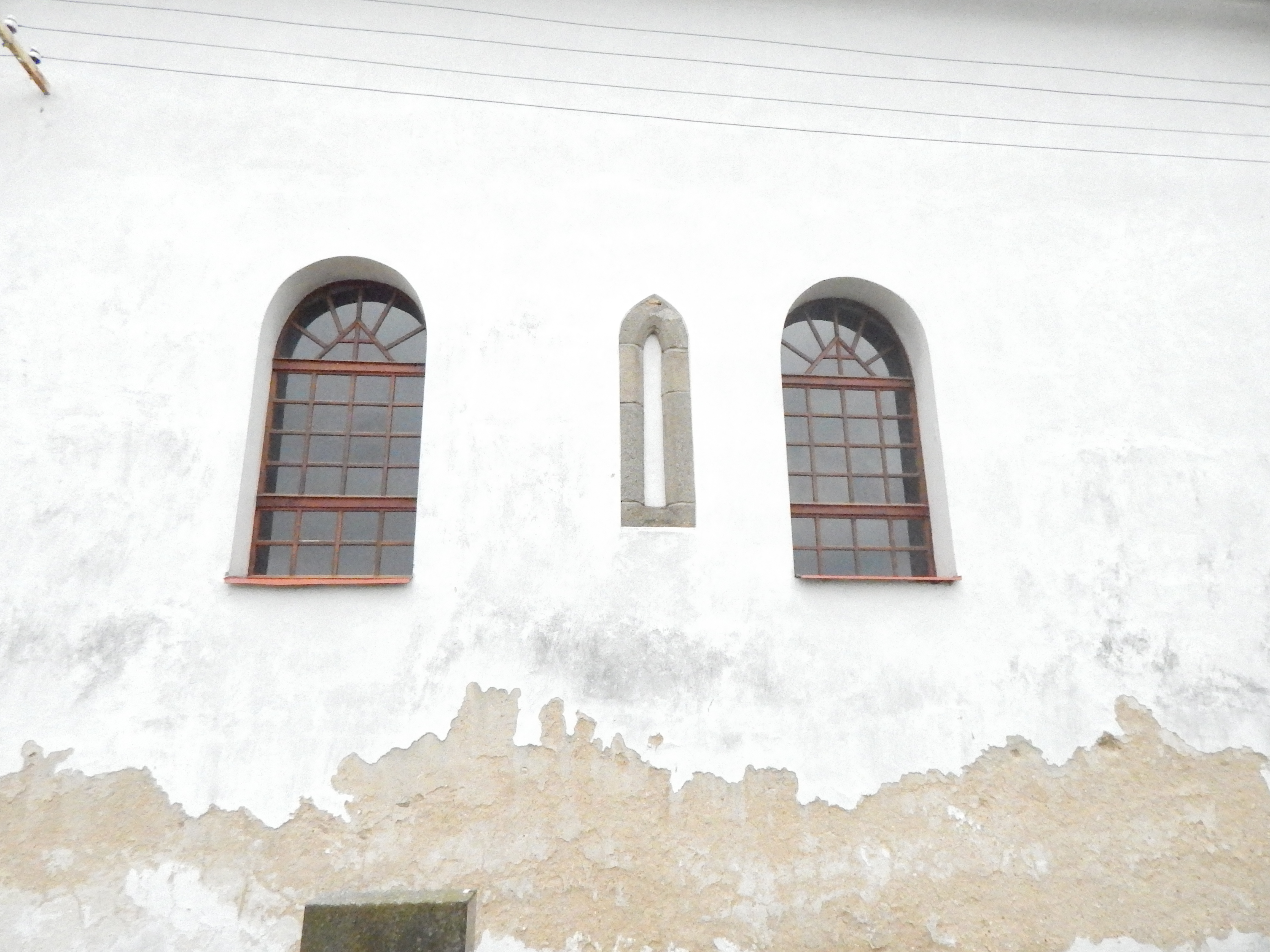
Pozice druhého původního, nyní částečně zazděného, gotického okna
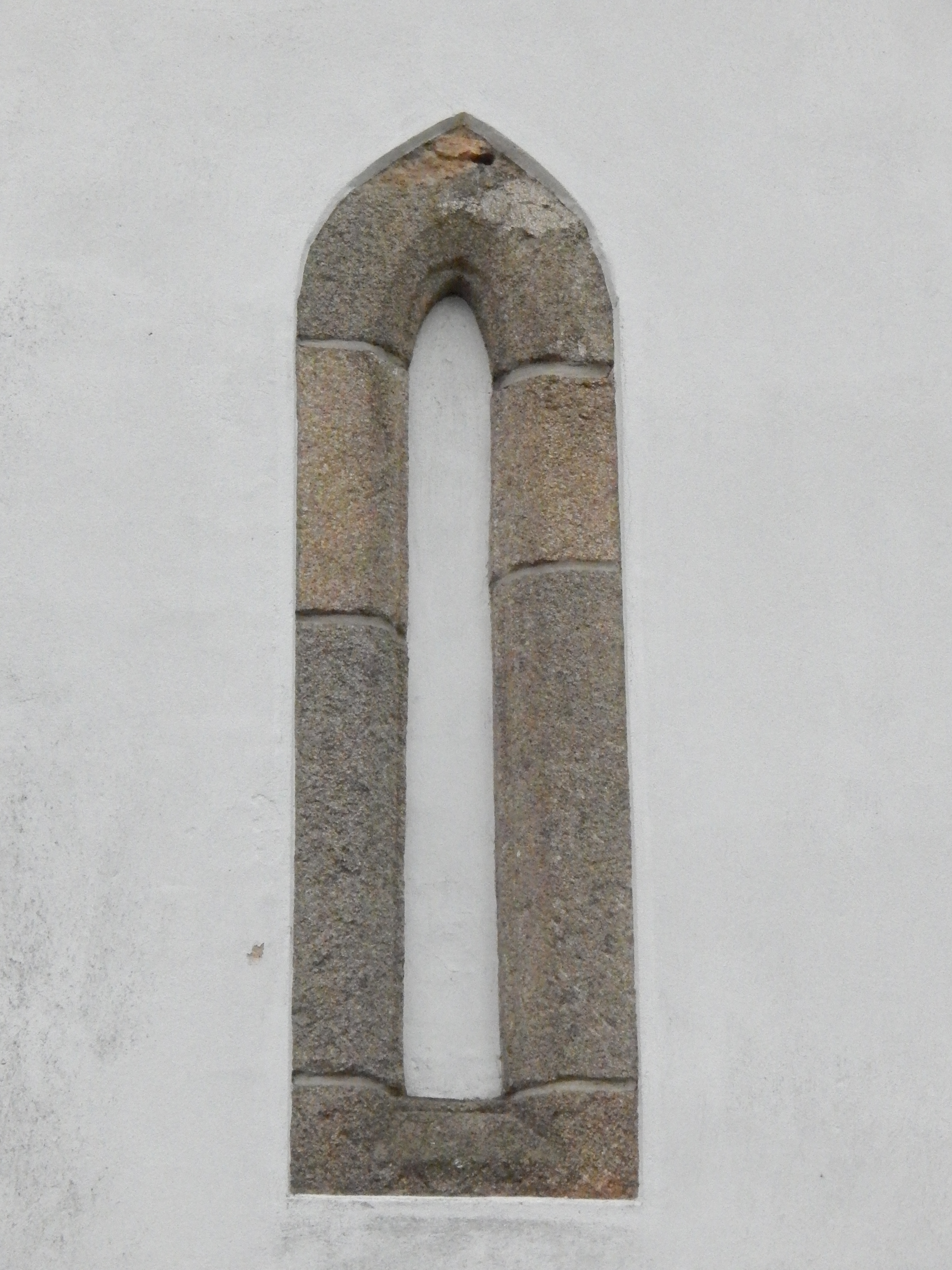
Původní zazděné gotické okno
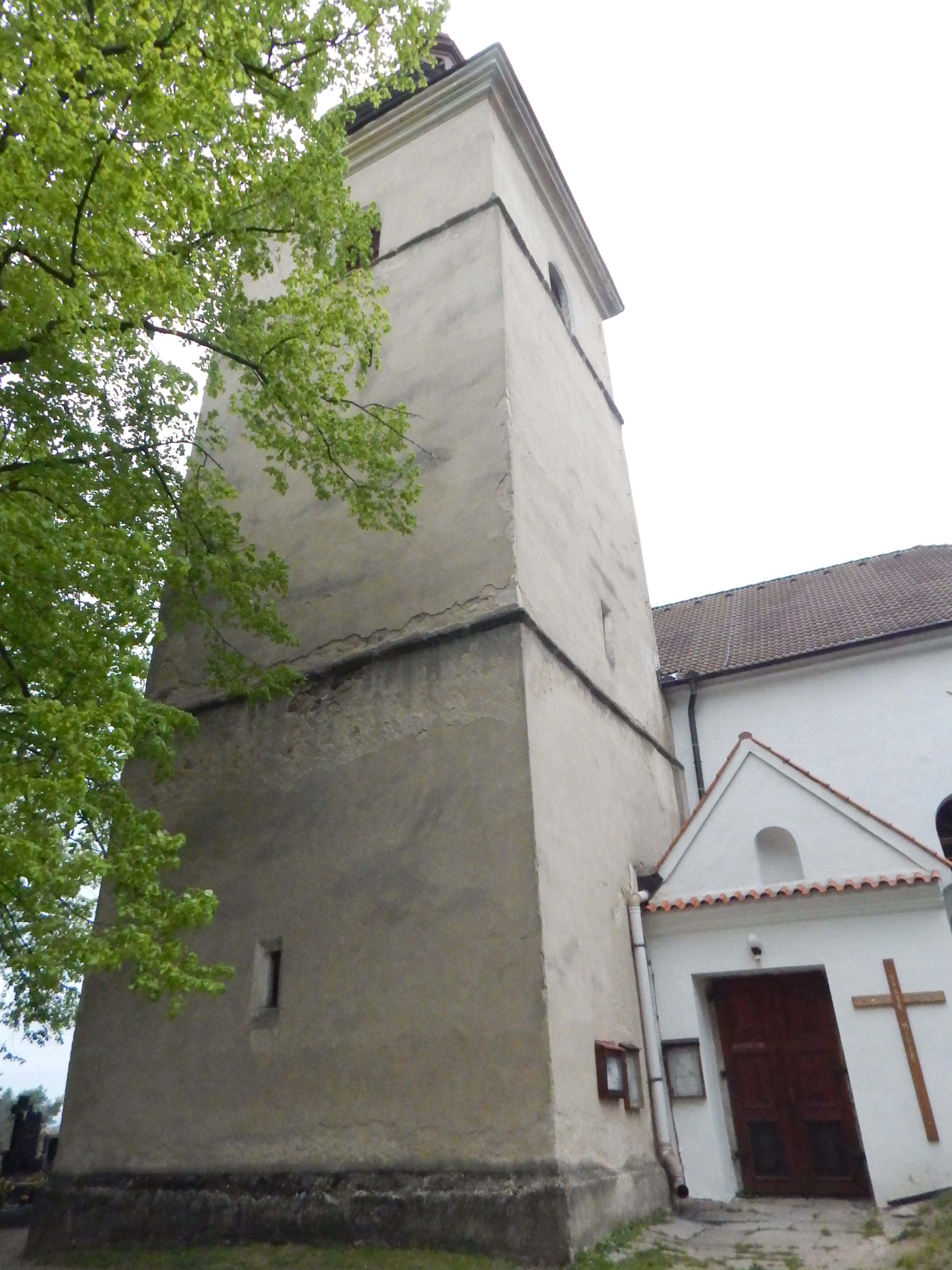
Věž a hlavní vchod do kostela